# Pierre Gevaert
Pierre Gevaert est un écrivain et écologiste, auteur de plusieurs ouvrages. Il participe notamment à la création d'un éco-hameau près de Port-Sainte-Marie (Lot-et-Garonne), et à celle d'une école d'écoagriculture au Sénégal.

## Biographie
Pierre Gevaert est né en Belgique[réf. souhaitée] en 1928, étudiant en agronomie, puis agriculteur.
En 1957, il crée la société Lima, une marque de produits alimentaires biologiques et diététiques qu'il dirigera pendant 30 ans.
À partir de 1979, il participe à l'organisation de la filière "bio" et à l'élaboration des réglementations officielles.
En 1993, il est l'initiateur, dans un contexte relationnel difficile[précision nécessaire], d'un écovillage dans le Lot-et-Garonne. Durant les années 2000, il sillonne encore les villages du Sénégal pour encourager la renaissance de traditions ancestrales : compostage, protection contre l'érosion des sols... en y associant des techniques écologiques modernes : électricité éolienne, cuisson solaire, etc.

## Ses œuvres
- L'avenir sera rural : au secours d'un monde moderne en dérive, Ruralis, 1993. Nouvelle édition en 1995.
- L'Exode Urbain Est-Il Pour Demain ?, Ruralis, 1997.
- Alerte aux vivants et à ceux qui veulent le rester - Pour une renaissance agraire (préface Pierre Rabhi), éd Sang de la Terre, 2006.
- La Famine mondiale est imminente - Comment les villages pourraient assurer une prospérité durable (préface Philippe Desbrosses), éd Serpent à plumes (Le), 2009.
- L'Humanité en Mal De Terre (plaidoyer d'un paysan pour le retour a une civilisation agraire) a paraitre .